# Saint-André-en-Barrois
Saint-André-en-Barrois település Franciaországban, Meuse megyében. Lakosainak száma 61 fő (2022. január 1.). Saint-André-en-Barrois Beausite, Heippes, Ippécourt, Nubécourt és Souilly községekkel határos.

## Népesség
A település népessége az elmúlt években az alábbi módon változott:
| Lakosok száma | 76   | 51   | 46   | 60   | 59   | 64   | 66   | 65   | 64   | 61   |
|               | 1968 | 1982 | 1990 | 2006 | 2013 | 2015 | 2017 | 2019 | 2020 | 2022 |